# Gores (Haidgau)
Gores ist eine Einzelsiedlung auf der Gemarkung Haidgau von Bad Wurzach im Landkreis Ravensburg.

## Lage
Gores liegt auf dem Haidgauer Berg, der wiederum Teil des Haisterkircher Rückens ist. Die Ortschaft liegt im Naturraum Riß-Aitrach-Platten (Naturraum-Nr. 41), welcher Teil der Großlandschaft Donau-Iller-Lech-Platte (Großlandschaft-Nr. 4) ist.
Geografisch befindet sich Harzers etwa:
- 100 m westlich von Schuhjoggens
- 180 m nordwestlich des Winterbrandhofs
- 700 m südwestlich von Rotenhäusler
- 1,2 km südlich der Kapelle St. Sebastiane
- 1,5 km nordöstlich von Ehrensberg.
- 1 km nordwestlich des Ortskerns von Haidgau
- 1,8 km südwestlich von Haisterkirch[2]

Die Einöde liegt zudem im Gewässereinzugsgebiet der Aitrach, an der Grenze zum Einzugsgebiet der Osterhofer Ach. Etwa 350 Meter nordöstlich von Harzers treffen diese beiden Einzugsgebiete mit dem Einzugsgebiet des Wengener Mühlbachs (einem Nebenfluss der Aitrach) zusammen.

## Verkehrsanbindung
Gores ist über einen ca. 600 m langen Gemeindeverbinungsweg an die Landesstraße L 300 an das Straßennetz angebunden, welche von Haisterkirch (Nordwesten) über Harzers nach Haidgau (Südosten) führt.
in südöstlicher Richtung führt dieser Gemeindeverbindungsweg über Winterbrandhof und Göglers nach Haidgau,

### Öffentlicher Personennahverkehr
Die nächstgelegene Bushaltestelle, Bad Wurzach Haidgau Brand, liegt etwa 100 Meter südwestlich von Harzers. Der nächste Bahnhaltepunkt ist in Bad Waldsee. Dieser ist mit dem Pkw ca. 5,9 km und mit dem Fahrrad (über St. Sebastiane) etwa 8,7 km entfernt.

### Radverkehr
In Gores selbst gibt es keine Radwege oder Gehwege. Die nächste Anbindung an das RadNETZ BW ist bei Haisterkirch. Laut Radroutenplaner beträgt die Strecke dorthin über St. Sebastiane 3,2 km, wobei 16 Höhenmeter bergauf und 132 Höhenmeter bergab zu überwinden sind.
Nach Haidgau gelangt man mit dem Fahrrad über den Gemeindeverbindungsweg, der über Winterbrandhof und Göglers verläuft.